# Idavoll

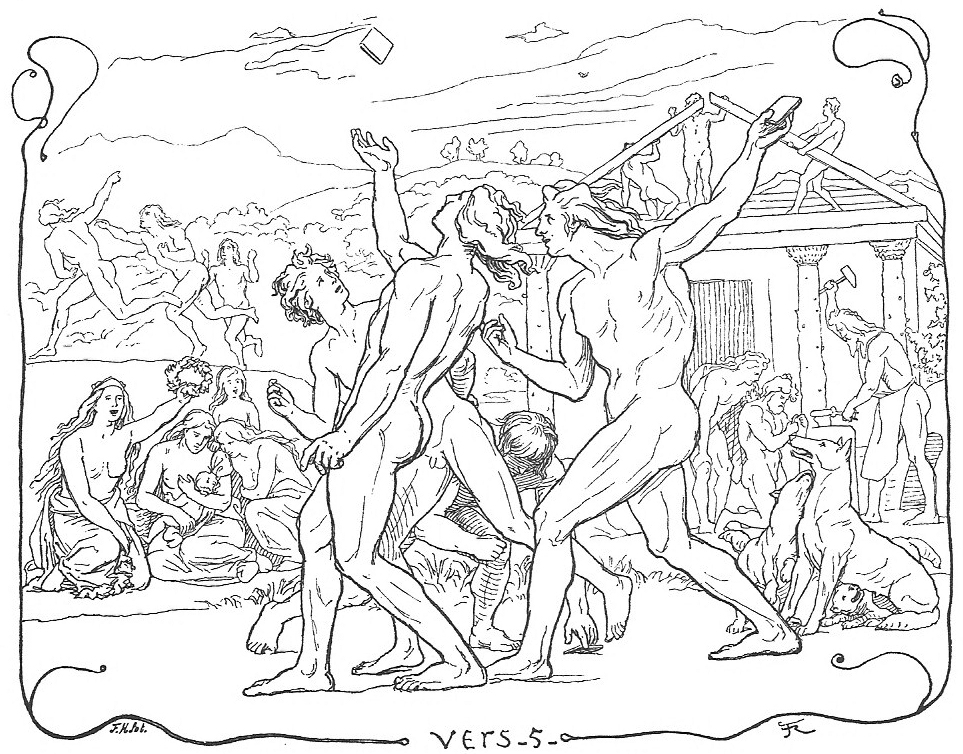
Les dieux élaborent et jouent joyeusement des jeux, comme décrit dans les premières strophes de la Völuspá.

Idavoll (v. isl. Iðavǫllr, « plaine toujours verte ») est l'endroit où se situait l'ancienne cité d'Ásgard. Odin s'y est installé après avoir construit la cité et y avoir établi deux temples : celui de Gladsheim pour les douze autres Ases, ; un autre pour les Asynes, appelé Vingolf.
À l'issue du Ragnarök, les fils d’Odin Vidar et Vali, ainsi que les fils de Thor — Modi et Magni, ramenant le marteau Mjöllnir — de même que Baldr et Hodr, tous survivants de la fin du Monde, ils y trouveront les tablettes d'or comprenant d'anciennes runes et converseront sur les anciennes histoires des dieux, de Jormungand et du loup Fenrir.

## Livre
Livre en rapport :
- Idavoll Tome 1, Le Bouclier d'Eira - écrivain : Delphine Arnould - Les Editions du Menhir[1].
- Idavoll Tome 2 : L'Héritage de Lokié - écrivain : Delphine Arnould - Les Editions du Menhir[2].
- Idavoll Tome 3 : La Malédiction des Sangs Mêlés - écrivain : Delphine Arnould - Les Editions du Menhir[2].